# Filmen om Badrock
Filmen om Badrock är en svensk dokumentärfilm som hade premiär i Sverige den 7 mars 2017. Filmen är producerad och regisserad av Mats Jankell, som även skrivit manus.

## Handling
År 2016 firade Badrock 30 år sedan dess premiärsäsong. I filmen får vi följa artisterna som deltagit genom åren, både på och bakom scenen, från starten 1986 till fram till avslutningskonserten i Borgholm på Öland 2016. 

## Medverkande
| - Björn Skifs - Sanne Salomonsen - Mats Ronander - Nina Söderquist - Tommy Nilsson - Lisa Nilsson - Nanne Grönvall | - Per Gessle - Marie Fredriksson - Lena Philipsson - Anders Berglund - Louise Hoffsten - Anne-Lie Rydé |